# رسانه والدن
رسانه والدن به (انگلیسی: Walden Media) یک شرکت سرمایه گذار، توزیع کننده و انتشارات فیلم در آمریکا است. دفتر مرکزی شرکت رسانه والدن در لس آنجلس، کالیفرنیا واقع شده است. 